# 인퍼머스 (2020년 영화)
《인퍼머스》(영어: Infamous)는 2020년 미국의 범죄 스릴러 영화이다. 조슈아 콜드웰 감독이 연출하고 벨라 손, 제이크 맨리, 앰버 라일리가 출연한다.
2020년 6월 미국 극장에 개봉했다. 대한민국에는 2020년 11월 11일 개봉했다.

## 줄거리
플로리다에 사는 아리엘은 소셜 미디어에 중독된 소녀로, 팔로워를 늘리고 싶어 한다. 어느 날 파티에서 싸움을 벌인 영상이 온라인에 퍼지면서 순식간에 팔로워가 늘어나는 경험을 하게 된다. 이후 그녀는 폭력적인 아버지 밑에서 학대받는 딘을 만나 함께 플로리다를 떠나기로 결심한다. 하지만 돈이 부족하자 딘의 총으로 주유소를 털게 되고, 이 과정에서 아리엘은 범죄를 실시간으로 소셜 미디어에 중계하기 시작한다.
점점 더 과감한 범죄를 저지르며 아리엘은 수백만 명의 팔로워를 얻고 유명해지지만, 동시에 경찰의 추적을 받게 된다. 딘은 아리엘의 행동에 분노하지만, 아리엘은 유명해졌다는 사실에 기뻐한다. 도주 중 경찰관을 살해하게 되면서 상황은 더욱 악화되고, 두 사람은 은신 생활을 하게 되면서 팔로워를 잃게 된다. 다툼 끝에 아리엘은 홀로 주유소 강도를 저지르다가 실수로 손님을 죽이고 어깨에 총상을 입는다. 
딘은 아리엘 때문에 모든 것이 잘못되었다고 생각하고, 아리엘은 딘을 위해 한 일이라고 주장하며 갈등이 깊어진다. 우연히 만난 팬 엘의 도움으로 경찰 검문소를 통과한 뒤 차를 훔쳐 도망치고, 딘의 친구 카일을 만나 그의 은행 강도 계획에 합류하게 된다. 딘은 위험하다며 반대하지만, 아리엘은 돈과 팔로워를 포기할 수 없어서 결국 강도에 참여한다.
은행 강도 중에도 아리엘은 실시간 방송을 진행하고, 이 때문에 경찰이 출동하고, 카일과 딘은 총격전 끝에 사망한다. 결국 아리엘은 경찰에 체포되지만, 그녀를 응원하는 수많은 팬들 앞에서 유명인사가 된 채로 끌려 나온다.

## 출연진
- 벨라 손 - 아리엘 서머스
- 제이크 맨리 - 딘 테일러
- 앰버 라일리 - 엘
- 마이클 시로 - 카일
- 머리사 코글런 - 재닛
- 알리야 무하마드 - 엠마
- 데이몬 카니 - 마이클
- 빌리 블레어 - 팀
- 로버트 피터스 - 커트

## 기타
- 수입 :  스톰픽쳐스코리아
- 제공 :  인터파크INT

## 같이 보기
- 올리버 스톤의 킬러